# روبرت تشارلز ماثيوز
روبرت تشارلز ماثيوز هو سياسي كندي، ولد في 14 يونيو 1871 في كندا، وتوفي في 19 سبتمبر 1952. حزبياً، نشط في حزب كندا المحافظ. وقد انتخب عضو مجلس العموم الكندي.